# Cine Teatro Sociedad Española
El Cine Teatro Sociedad Española es una sala cinematográfica y teatral de Tafí Viejo, Tucumán, Argentina. Este es propiedad de la Sociedad Española de Socorros Mutuos y Beneficencia y asimismo funciona en el lugar el Espacio INCAA Tafí Viejo.

## Historia
El lugar fue inaugurado en 1935 como Cine Teatro Avenida con la proyección de la película Las Fronteras del Amor, siendo administrado por la Compañía Cinematográfica del Norte. Este era uno de los siete cines que llegaron a existir en Tafí Viejo desde la creación del primero en 1912, el cual también exhibía películas mudas. En 1957 el cine y sala teatral fue renombrado como cine Metro y poseía la particularidad de ser el primer cine a color de la localidad.
Entre los años 1960 y 1970 la actividad teatral decayó y se cerraron la gran mayoría de salas cinematográficas, quedando el cine Metro solo para estrenos ocasionales de películas desde 1985. En 2014 el edificio fue remodelado, inaugurando el 12 de junio de 2015 y recuperando su función original de cine como un Espacio Incaa Mercosur. Estos son espacios donde se difunden producciones audiovisuales de países miembros del Mercosur y nacionales.
El cine teatro posee dos plantas y capacidad para 830 personas, contando con camarines, una fosa para orquestas, un proyector digital, entre otros. Actualmente se realizan obras de restauración del edificio con la renovación del piso, auditorio, la fachada y la instalación de paneles acústicos.